# Вострово (Волчихинський район)
Востро́во (рос. Вострово) — село у складі Волчихинського району Алтайського краю, Росія. Адміністративний центр Востровської сільської ради.

## Населення
Населення — 1301 особа (2010; 1395 у 2002).
Національний склад (станом на 2002 рік):
- росіяни — 97 %